# Comuna Șpîtkî, Kiev-Sveatoșîn
Șpîtkî (în ucraineană Шпитьки) este o comună în raionul Kiev-Sveatoșîn, regiunea Kiev, Ucraina, formată din satele Horbovîci, Lisne, Mria și Șpîtkî (reședința).

## Demografie
Componența lingvistică a comunei Șpîtkî
     Ucraineană (95,69%)
     Rusă (3,67%)
     Alte limbi (0,16%)
Conform recensământului din 2001, majoritatea populației comunei Șpîtkî era vorbitoare de ucraineană (95,69%), existând în minoritate și vorbitori de rusă (3,67%).